# 高健 (体操运动员)
高健（1948年—），山东青岛人，汉族，中华人民共和国政治人物、第十一届全国政协委员。
加入中国共产党，担任中国体操协会主席、国家体育总局体操运动管理中心原主任。2008年，当选第十一届全国政协委员，代表体育界，分入第四十三组。